# Maenomenus ensifer
Maenomenus ensifer är en tvåvingeart som beskrevs av Mario Bezzi 1929. Maenomenus ensifer ingår i släktet Maenomenus och familjen Pyrgotidae. Inga underarter finns listade i Catalogue of Life.